# Akuter Keratokonus
Der akute Keratokonus ist eine Eintrübung der Hornhaut, die als ophthalmologischer Notfall sofort in einer Augenklinik behandelt werden muss.
Die Eintrübung kann als Spätstadium des Keratokonus entstehen. Dabei kann durch Risse in der inneren Zellschicht Kammerwasser aus der vorderen Augenkammer in die Zellzwischenräume der Hornhaut eindringen.

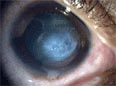
Hydrops

Durch die zusätzliche Lichtstreuung an den inneren Grenzschichten der dann nicht mehr transparenten Augenhornhaut hat der Betroffene den Eindruck, nur noch Nebel zu sehen. Die Augenhornhaut erscheint von außen „milchig-trüb“ und ggf. sind Falten oder Dellen in der sonst glatten Hornhaut zu sehen. Die Hornhaut ist wie ein Ballon aufgebläht und der Patient verspürt starke Schmerzen.
Die Risse in der Hornhaut können sich zum Teil so erweitern, dass Kammerwasser aus dem Auge austritt, was auch nach mechanischen Verletzungen der Augenhornhaut vorkommen kann.
Der akute Keratokonus kann bei einer oberflächlichen Betrachtung mit einer Keratitis disciformis verwechselt werden.